# Verhau

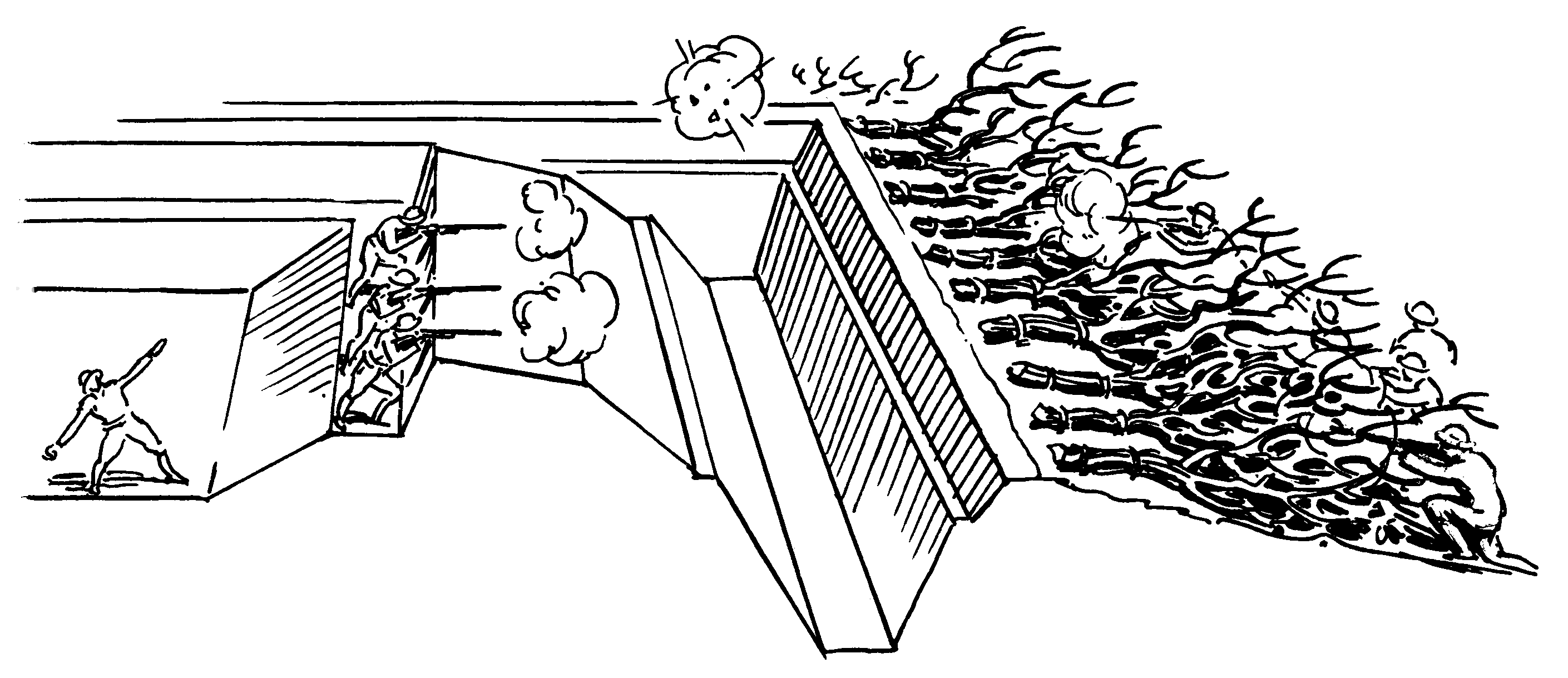
Strauchverhau

Mit dem Begriff Verhau (veraltet auch Verhack) bezeichnet man ein aus meist sperrigen Teilen bestehendes Hindernis. Er wird in der Regel zu Verteidigungszwecken angelegt.

## Beschaffenheit

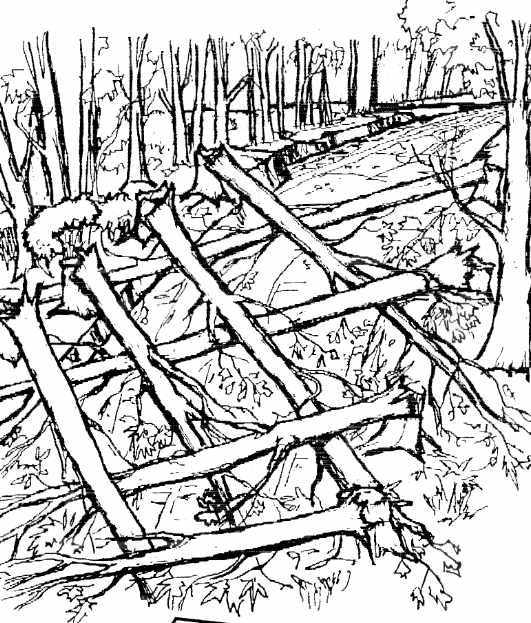
Großer Verhau aus Bäumen

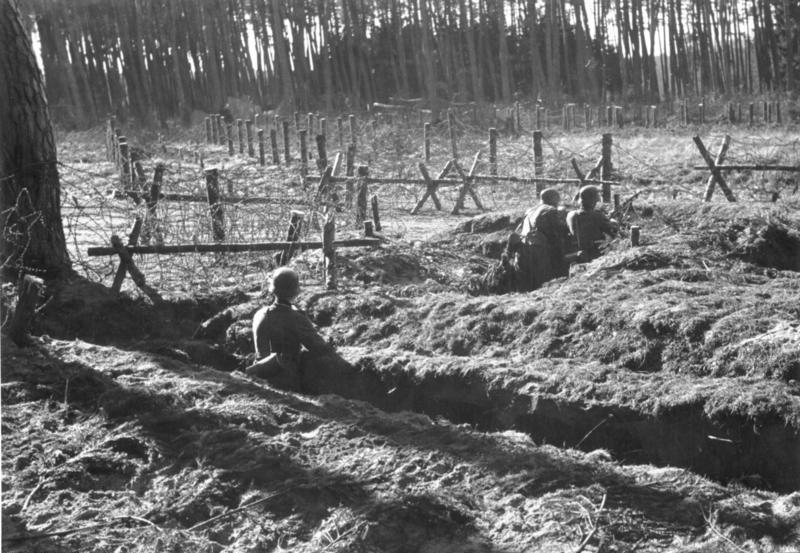
Drahtverhau und Laufgraben, 1940

Wehrhecken (sogenannte Gebücke oder Knicke, auf künstlichen Wällen gepflanzte Wallhecken) entstanden bereits im Altertum zum Schutz für Zufluchtsstätten für die in unbefestigten Einzelgehöften, Weilern und Dörfern lebende Landbevölkerung. Bei den Turmhügelburgen des Mittelalters wurden Verhaue als Vorbefestigungen oder erste Hindernisse im Vorfeld angelegt, oft auch im Zusammenhang mit der Landgewinnung durch Rodung. Dafür wurden Waldränder mit Dornensträuchern bepflanzt, deren Astwerk regelmäßig nach innen umgeknickt und beschnitten („verhauen“, „verhackt“, „geknickt“) wurde. Die dahinter liegenden Flächen wurden so für berittene Truppen und selbst für Fußvolk unbetretbar, wenn diese nicht die geheim gehaltenen Zugänge fanden.
Der eigentliche Verhau besteht dagegen nur temporär. Meist sind es zerteilte („verhauene“) Bäume, Sträucher, Dornengebüsch, Hecken (Hag) und Holzwerk, in neuerer Zeit auch mit Stacheldraht bewehrt (Drahtverhau, auch Stacheldrahtverhau), die im Vorfeld von Befestigungsanlagen und Schanzen bei feindlichen Auseinandersetzungen als erstes Angriffshindernis angelegt werden. Verhaue wurden dazu in den Haupt- und Vorgräben, längs des Fußes der sogenannten Contrescarpe (so nennt man bei Befestigungen die äußere Grabenböschung) oder auch zur Sperrung von Hohlwegen, Wald- und Dorfeingängen angelegt. Je breiter der Verhau war, als desto wirksameres Hindernis galt er. Um das Ausräumen eines Verhaues zu erschweren, befestigte man die Stämme durch Pfähle, die man vor und zwischen den Ästen einschlug. Oft wurde das Holz auch nicht ganz vom Wurzelstock getrennt, damit das geschlagene Astwerk nicht weggezogen werden und ggf. auch weiterwachsen konnte.

## Arten
Der Baumverhau besteht aus umgehauenen Bäumen, die mit ihren Wipfelenden in Richtung des Angreifers kreuzweise übereinander geworfen sind. Ein Strauchverhau besteht aus struppigen, wenn möglich bedornten Ästen.

## Weitere Bedeutungen
Im Bereich der Forstwirtschaft spricht man bei einem Verhau auch von durcheinanderliegenden Bäumen eines Windwurfes.
Umgangssprachlich wird als Verhau auch eine schlampig oder unter Zeitdruck konstruierte Vorrichtung, eine Ansammlung aus wirr durcheinander liegenden Gegenständen oder allgemein eine große Unordnung oder dichtes Durcheinander bezeichnet.
Im Bergbau ist es der Ort, an dem Erz abgebaut wird. Das kann sowohl unter Tage, als auch im Tagebau sein.